# Laurent Gané
Pour les articles homonymes, voir Gane.
Laurent Gané est un ancien coureur cycliste français spécialiste de la piste, né le 7 mars 1973 à Nouméa. Son entraîneur était Daniel Morelon.

## Biographie

### Les débuts
Laurent Gané commence le cyclisme vers l'âge de 10 ans à Nouméa (Nouvelle-Calédonie). Il est le cousin de Hervé Gané, également cycliste. Il se distingue en remportant beaucoup de courses, toujours au sprint. Au début des années 1990, il s'oriente vers la piste et il participe en 1991 aux championnats d'Océanie Juniors, où il termine premier de la vitesse et deuxième du kilomètre. L'année suivante, il se rend en Métropole pour participer à ses premiers Championnats de France seniors. Il y ramène une prometteuse quatrième place en vitesse.
En 1996, il quitte Nouméa et rejoint le centre d'entraînement de Hyères dirigé par Daniel Morelon.

### L'explosion
Son entraîneur est désormais Daniel Morelon et il court pour la section piste de l'équipe Cofidis. Il se révèle en 1998 en remportant deux médailles de bronze, une en vitesse, l'autre en keirin aux championnats du monde. En un an, il devient le meilleur sprinteur français, succédant à Florian Rousseau. En cette année 1999, les deux hommes se rencontrent une première fois aux Championnats de France, puis une seconde fois, aux championnats du monde, toujours en demi-finale.
L'année suivante, il perd son titre national face à Rousseau en deux manches. Les deux Français se retrouvent aux Jeux olympiques, les premiers pour Gané. Ils décrochent ensemble l'or en vitesse par équipes avec Arnaud Tournant. Lors de l'épreuve individuelle, Gané échoue en demi-finale, battu par Rousseau. En octobre 2000, il est champion du monde de vitesse par équipes. Lors du tournoi de vitesse individuelle, il élimine en demi-finale Roberto Chiappa. À l'issue de trois manches houleuses, Gané refuse de serrer la main de l'Italien et ce dernier le fait chuter et est finalement disqualifié.

### Les années fastes
Avec la retraite de Rousseau, Gané se retrouve sans grand rival en France. Il conquiert trois nouveaux titres en vitesse et un en keirin. En 2001 et 2004, il remporte deux titres de champion du monde de vitesse par équipes (avec Florian Rousseau, Arnaud Tournant puis Mickaël Bourgain).
L'année 2003 reste la meilleure année de sa carrière. Outre ses deux titres nationaux, il récolte deux titres mondiaux individuels : le keirin et la vitesse individuelle, l'épreuve reine (devant l'Australien Jobie Dajka à chaque fois).
En 2004, il dispute sa dernière année au haut-niveau. Il remporte un dernier titre de champion de France et de champion du monde avant d'échouer pour la défense du titre olympique en vitesse par équipes.

### Reconversion
Après sa carrière de coureur, il est conseiller technique régional en Nouvelle-Calédonie. En octobre 2014, il est nommé pour 8 mois entraîneur de l'équipe de France de vitesse sur piste, où il rejoint Franck Durivaux. Il est manager général de l'équipe et s'occupe de l'aspect tactique.

## Palmarès

### Jeux olympiques
- Sydney 2000
  -  Champion olympique de vitesse par équipes (avec Florian Rousseau et Arnaud Tournant)
  - 4e de la vitesse
- Athènes 2004
  -  Médaillé de bronze de la vitesse par équipes
  - 4e de la vitesse

### Championnats du monde
- Manchester 1996
  -  Médaillé de bronze de la vitesse par équipes
- Bordeaux 1998
  -  Médaillé de bronze de la vitesse
  -  Médaillé de bronze du keirin
- Berlin 1999
  -  Champion du monde de vitesse
  -  Champion du monde de vitesse par équipes (avec Florian Rousseau et Arnaud Tournant)
- Manchester 2000
  -  Champion du monde de vitesse par équipes (avec Florian Rousseau et Arnaud Tournant)
  -  Médaillé d'argent de la vitesse
- Anvers 2001
  -  Champion du monde de vitesse par équipes (avec Florian Rousseau et Arnaud Tournant)
  -  Médaillé d'argent de la vitesse
  -  Médaillé d'argent du keirin
- Stuttgart 2003
  -  Champion du monde de vitesse
  -  Champion du monde de keirin
  -  Médaillé d'argent de la vitesse par équipes
- Melbourne 2004
  -  Champion du monde de vitesse par équipes (avec Mickaël Bourgain et Arnaud Tournant)
  -  Médaillé d'argent de la vitesse

### Coupe du monde
- 1998
  - 1er de la vitesse par équipes à Cali (avec Damien Gérard et Arnaud Tournant)
  - 1er de la vitesse à Hyères
  - 2e du keirin à Cali
  - 3e de la vitesse à Cali
- 1999
  - 1er de la vitesse à San Francisco
  - 1er du keirin à San Francisco
- 2003
  - 1er de la vitesse à Moscou
- 2004
  - 1er de la vitesse par équipes à Aguascalientes (avec Mickaël Bourgain et Arnaud Tournant)
  - 2e de la vitesse à Aguascalientes
- 2004-2005
  - 2e du keirin à Sydney

### Championnats d'Océanie
- 1991
  -  Champion d'Océanie de vitesse juniors
  -  Médaillé d'argent du kilomètre juniors

### Championnats de France
| - 1995 - 2e du keirin - 1996 - 2e du keirin - 1997 - 3e du keirin - 1999 - Champion de France de vitesse - 2e du keirin - 2000 - 2e de la vitesse - 3e du keirin | - 2001 - Champion de France de vitesse - 2002 - Champion de France de vitesse - 2e du keirin - 2003 - Champion de France de vitesse - Champion de France de keirin - 2004 - Champion de France de vitesse |

## Distinctions
- Vélo d'or français : 1999 et 2003
- Officier de l'ordre national du Mérite (décret du 24 septembre 2004)